# Attray
Attray é uma comuna francesa na região administrativa do Centro, no departamento Loiret. Estende-se por uma área de 16,5 km². Em 2010 a comuna tinha 213 habitantes (densidade: 12,9 hab./km²).